# Belmont-lès-Darney
Belmont-lès-Darney település Franciaországban, Vosges megyében. Lakosainak száma 109 fő (2022. január 1.). Belmont-lès-Darney Nonville, Relanges, Attigny és Darney községekkel határos.

## Népesség
A település népességének változása:
| Lakosok száma | 114  | 110  | 113  | 112  | 113  | 113  | 112  | 112  | 109  |
|               | 2013 | 2015 | 2016 | 2017 | 2018 | 2019 | 2020 | 2021 | 2022 |